# Trojanska vojna
Trojánska vòjna je po izročilu vojna Ahajcev proti mestu Troja v Mali Aziji, povod zanjo pa je ugrabitev/pobeg Helene, žene špartanskega kralja Menelaja s Parisom, sinom trojanskega kralja Priama. Trojanska vojna igra osrednjo vlogo v grški mitologiji. Pripoveduje jo cikel epskih pesnitev, od katerih sta le dve, Homerjevi Iliada in Odiseja, v celoti ohranjeni. Iliada opisuje obdobje štirih dni in dveh noči desetega leta vojne, Odiseja pa potovanje enega od ahajskih vodij, Odiseja, domov. Ostale dele zgodbe so v različnih inačicah obdelali poznejši grški epski pisci ter rimski pesniki, kot sta Vergilij v svoji Eneidi in Ovidij Naso v Metamorfozah.

## Mit o trojanski vojni
Je del grške mitologije. Na začetku nam pripoveduje o ustanovitvi Troje. Teukrij je ustanovil naselje Teukrija. Ko je Teukrij sprejel Dardana in mu dal hčer za ženo in svoje ozemlje, se je ta preimenovala v Dardanijo. Njegov naslednik pa je bil Erihtonij, ki je imel sina Trosa, po katerem se je mesto imenovalo Troja. Njegov sin Ilos pa očetu ne jemlje ozemlja, ampak zraven ustanovi svoje, ki se imenuje Ilion (ki se je čez kakih 1000 let združilo s Trojo). Ilosov sin Laomedon pa se je odločil, da okrog Troje zgradi obzidje, ki je bilo dolgo 5 kilometrov. Sin Laomedona je bil Priam, ki je edini preživel Heraklovo uničenje Troje. Ta se je poročil s Hekabo, ki mu je rodila dva sina: Hektorja in Parisa. 
Na svatbo morske nimfe Tetide s tesalskim kraljem Peleom so bili povabljeni vsi bogovi razen Eride, ki je na zabavi odvrgla zlato jabolko z napisom »Najlepši«. Za to jabolko so se potegovale tri boginje: Afrodita, Atena in Hera. Niso se mogle zediniti. Zato jim je Zevs rekel, da naj o tem vprašajo Priamovega sina Parisa. Ko je temu vsaka nekaj ponudila, se je odločil, da bo izbral Afrodito in njeno ponudbo, da dobi najlepšo žensko na svetu. To pa je razjezilo Hero in Ateno, ki sta mu nastavili past. Na zabavi špartanskega kralja Menelaja je Paris Menelaju odvzel Heleno in ta se je dogovoril s kraljem Miken, svojim bratom Agamemnonom, o maščevanju. Tako se je začela trojanska vojna.
Kralj Miken Agamemnon je zbral vojake iz vseh grških dežel in vojna je trajala deset let. Pred to vojno pa videc Kalhas napove, da bo Troja v desetem letu padla. In tudi je. Ahajci so z ladjami prispeli na obale Troje. O prvih letih vojne mit ne govori o čem pomembnejšem. Še najpomembnejše je dejstvo, da so trojanskemu svečeniku Misiju v napadu odvzeli hčerke Hriso, Briseido in Hruseido. Misij se je o vračilu svojih hčera z božjo pomočjo pogajal. Tako sta se deseto leto sprla Ahil in Agamemnon, ki Hriso izpusti, in Ahilu ukrade Briseido. 
Ahil se od takrat do smrti njegovega prijatelja Patrokla ni boril. Medtem pride do dvoboja med Hektorjem in Ajantom, ki je neodločen. Tudi do dvoboja Parisa in Menelaja za Heleno pride, a tam boginja Afrodita Parisa v poslednjem trenutku reši poraza, kajti zavije ga v meglo in odvede z bojišča. Pride do premirja. A takoj po njem Trojanci zažgejo velik del nasipa. Sicer so Ahajci ves čas preživljali ob nasipu. Ko se Patrokel preveč oddalji od ladij, ga Trojanci umorijo. Tu se zgodi nenavaden preobrat. Zaradi Ahilove jeze (srda) se Ahil pomeri s Hektorjem in ga ubije ter njegovo truplo vzame s sabo. Patrokla Ahajci sežgejo. Njemu v čast se začnejo športne tekme. V zadnji panogi (metu kopja) Ahil prisodi zmago Agamemnonu, ker je ta v tem najboljši, in pokaže se, da sta se Ahil in Agamemnon spravila. Priam pride do Ahila in ga pregovori, da mu da Hektorjevo truplo, da ga sežgejo. Čez nekaj časa razjarjeni Paris s puščico ustreli Ahila v peto, ki zaradi tega umre (to je bilo edino Ahilovo ranljivo mesto, kajti Ahilova mati ga je, ko je bil ta še dojenček, peljala do reke Stiks, da bi postal nesmrten. Ker ga je držala za peto, je bil le tam ranljiv). 
Grki pa si medtem zamislijo izvirno zamisel. Z ladjami se umaknejo na otok Tenedos v bližini. Trojanci mislijo, da je Grke prizadela kuga in se tako ne morejo več boriti in že skorajda slavijo zmago. Toda na obrežju je mogočna nakaza: velikanski, iz jelovih desk zbit konj (kasneje imenovan trojanski konj, ki je bil Odisejeva zamisel). Trojanci ga odpeljejo v mesto. Konj je poln vojakov in ponoči pridejo ven, pokličejo še ostale vojake in skupaj sežgejo mesto. S Trojo je konec. Edini preživeli »pravi junaški Trojanec« Enej se odpravi po svetu, kjer začne zgodovino Rima, Odisej se 15 let vrača do rodne Itake (kar je opisano v Odiseji, ki je tako kot Iliada Homerjev ep), Menelaj pa vzame Heleno nazaj. 
Sicer pa je mit napisan tudi v Najlepših antičnih pripovedkah Gustava Schwaba. Ta pa se zanesuje na zapise Daresa Frigijca, Evripida, Diktija Krečana, Homerjeve Iliade in Odiseje, Ajshila, Sofokleja, Vergilijeve Eneide (opisuje Enejevo potovanje) in Kvinta Smirnčana.